# Jumigny
Jumigny település Franciaországban, Aisne megyében. Lakosainak száma 62 fő (2022. január 1.). Jumigny Beaurieux, Cuissy-et-Geny és Vassogne községekkel határos.

## Népesség
A település népességének változása:
| Lakosok száma | 77   | 68   | 60   | 70   | 62   | 63   | 64   | 64   | 63   | 62   |
|               | 1968 | 1982 | 1990 | 2006 | 2013 | 2015 | 2017 | 2019 | 2020 | 2022 |